# Menophra bicornuta
Menophra bicornuta là một loài bướm đêm trong họ Geometridae.